# 베이궁다시먼역
베이궁다시먼역(중국어: 北工大西门站)은 2015년에 개통한 중국의 철도역이다. 원래 이름은 쑹위역이었다.

## 위치
베이궁다시먼역은 남동3환로 외곽, 쑹위 북로(松榆北路) 서측과 시다왕로(西大望路) 남북측 교차점의 남쪽, 베이징이공대학 서문 밖, 남북 방향으로 배치되어 있다.

## 역 구조

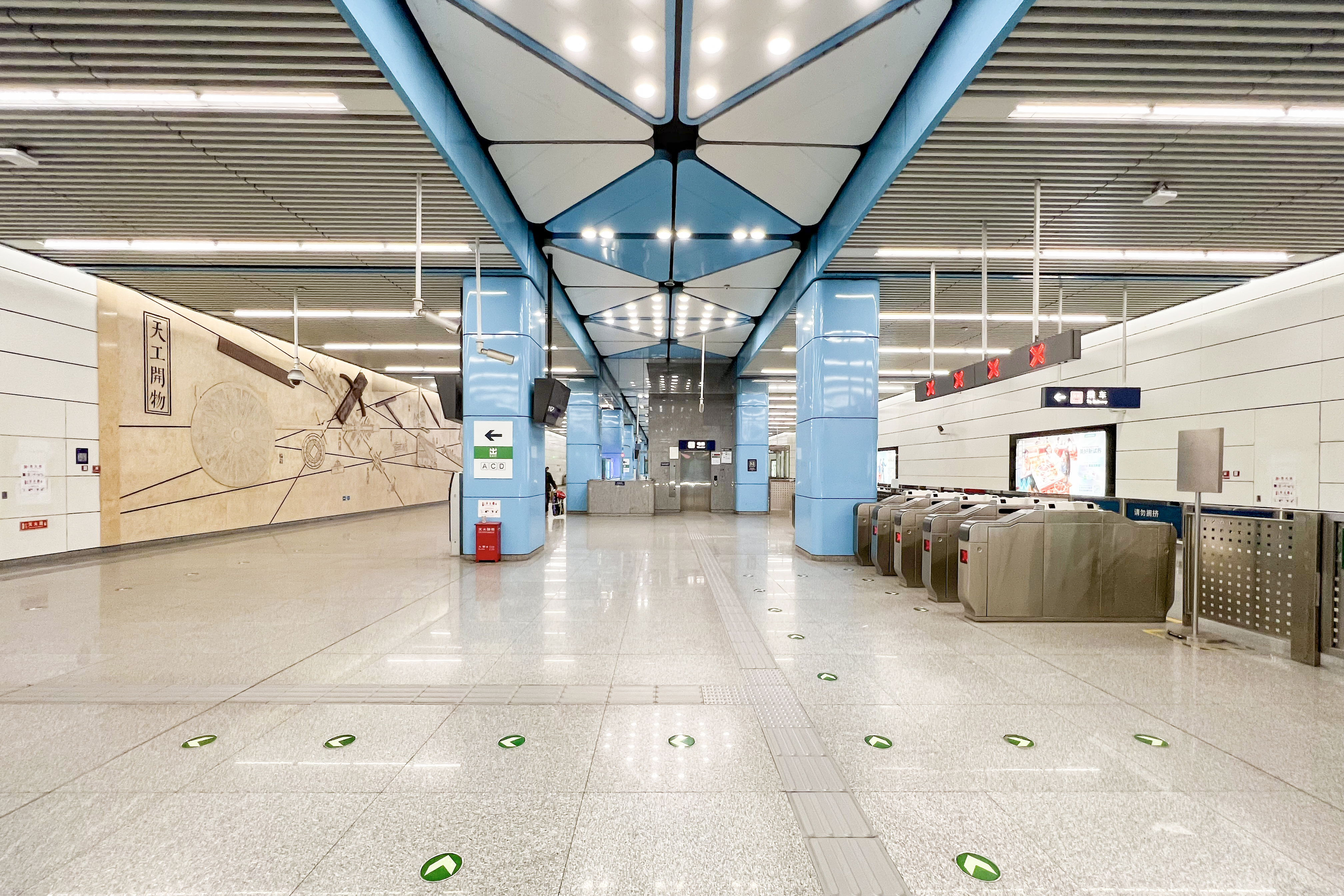
대합실 (2022년 3월 촬영)

베이궁다시먼역은 1면 2선 섬식 승강장 형태의 지하철역이다. 역사 구조물의 전체 길이는 222.9m이고, 표준 구간 폭은 21.1m이다. 바닥판의 매설 깊이는 17.85m이고, 상판은 약 3.0m 정도 흙으로 덮여 있다.
대합실에는 "톈궁카이우"라는 산업 테마의 벽화가 설치되어 있다.
| 지면층             | 출입구                          | A-D출입구                         |
| 지하 1층 대합실 층 | 대합실                          | 고객센터, 자동발권기, 출입 게이트 |
| 지하 2층 승강장    | ←                               | ■ 14호선 장궈좡 방면 (스리허)     |
| 지하 2층 승강장    | 섬식 승강장, 왼쪽 출입문이 열림 |                                   |
| 지하 2층 승강장    | →                               | ■ 14호선 산거좡 방면 (핑러위안)   |

## 역 주변
- 베이징이공대학

## 출구
|                         |                          | |      |          |
| 출구                    | 지시                     | 목적지 | 사진 | 편의시설 |
| 出口 · A                | 쑹위 북로(松榆北路) 남측 | 베이징이공대학 서부 캠퍼스(北京工业大学西校区), 난모팡 중앙 초등학교(南磨房中心小学), 판자위안 가도 도서관(潘家园街道图书馆), 차오양구 민정국(朝阳区民政局), 판자위안 가도 사무실(潘家园街道办事处) |      | 빈칸     |
| 出口 · C                | 시다왕로(西大望路) 동측  | 베이징이공대학, 베이징 옌샤 아울렛 쇼핑센터(北京燕莎奥特莱斯购物中心), 베이징공대 젠궈 호텔(北京工大建国饭店)                                                                                       |      |          |
| 出口 · D                | 시다왕로(西大望路) 서측  | 차오양구 교통위원회(朝阳区交通委员会), 쑹위리 초등학교(松榆里小学), 쑹위둥리 유치원(松榆东里幼儿园)                                                                                                 |      | 빈칸     |
| 아이콘 설명: 엘리베이터 |                          | |      |          |